# Deriva migratoria
Deriva migratoria es un fenómeno de la migración de las aves que ocurre cuando las aves migratorias son sacadas fuera de curso por el viento. Es más probable que ocurra en otoño durante el vuelo hacia los territorios de invernación cuando grandes números de jóvenes inexpertos resultan menos hábiles para compensar la desviación que cuando, ya adultos y experimentados, vuelven a los territorios de cría en la primavera.[cita requerida]
La deriva migratoria es propiciada por las condiciones desorentante como la niebla y la llovizna, y pueden resultar en que grandes números de aves lleguen juntas a un área donde normalmente no son vistas.
Un ejemplo sería lo que ocurre cuando un viento del este en septiembre sopla en Escandinavia a las migrantes como el ruiseñor pechiazul (Luscinia svecica), el torcecuellos euroasiático (Jynx torquilla), y la raza continental del petirrojo europeo (Erithacus rubecula) hacia la costa este de Inglaterra y Escocia, dando lugar a concentraciones temporales de estas especies en cabos como el de Spurn.